# Паива, Афонсу де
Жуан Афонсу де Паива или Жуан Афонсу ди Пайва (порт. Afonso de Paiva; около 1443 — около 1490) — португальский путешественник, мореплаватель и дипломат XV века. Исследователь Эфиопии и Варварского берега Северной Африки.

## Биография
Представитель дворянского рода с Канарских островов. Родился в Каштелу-Бранку, Королевство Португалия.
Благодаря знанию арабского языка и территорий, несколько раз с тайными дипломатическими миссиями побывал в Северной Африке.
В 1487 году вместе с Пе́ру да Ковилья́ном был отправлен королём Жуаном II на поиски пресвитера Иоанна и земли, из которой в Европу привозят корицу и прочие специи.
Проинструктированные португальскими космографами, снабжённые необходимой информацией и деньгами, Ковильян и Афонсу де Паива под видом торговцев 14 июня 1487 отплыли из Барселоны. В Александрии (Египет) путешественники закупили товары для поддержания имиджа торговцев и, присоединившись к торговому каравану, пересекли пустыню и достигли восточного берега Красного моря. Затем в течение длительного времени путешествовали по Аравии, были в Медине и Мекке, где выдавали себя за мусульман, достигнув Адена и портов на побережье Индийского океана.
В 1488 г. в Адене они разделились: Афонсу де Пайва отбыл в Абиссинию (Эфиопию) на поиски государства Пресвитера Иоанна, а Ковильян в сопровождении нескольких мавров отплыл в сторону Индии, посетив Суэц (Торо), Аден, Ормуз, Гоа, Каликут и Софальский берег в Мозамбике. Они договорились встретиться в Каире.

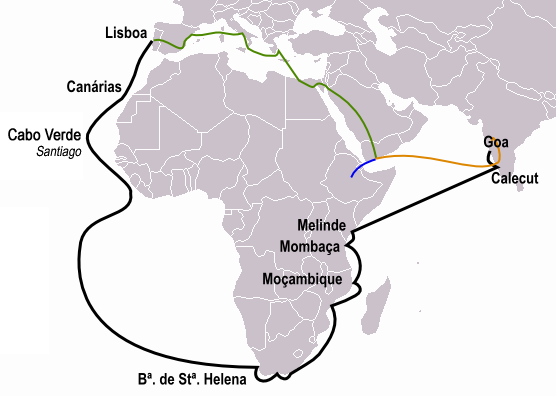
Путь торговцев специями (зеленая линия) и маршруты Васко да Гама (черная), Перу да Ковильян (оранжевая) и Афонсу де Паива (синяя)

Афонсу де Паива прибыл в Суакин, где надеялся присоединиться к каравану к месту назначения. Дальнейшие подробности его жизни отсутствуют.
30 января 1491 Ковильян прибыл в Каир для встречи А. де Паивой, но, по слухам, тот умер от чумы за неделю до его приезда, не оставив никакой информации о результатах своей миссии.
По возвращении в Каир в 1490 году Ковильян узнал о смерти Паивы в Эфиопии.

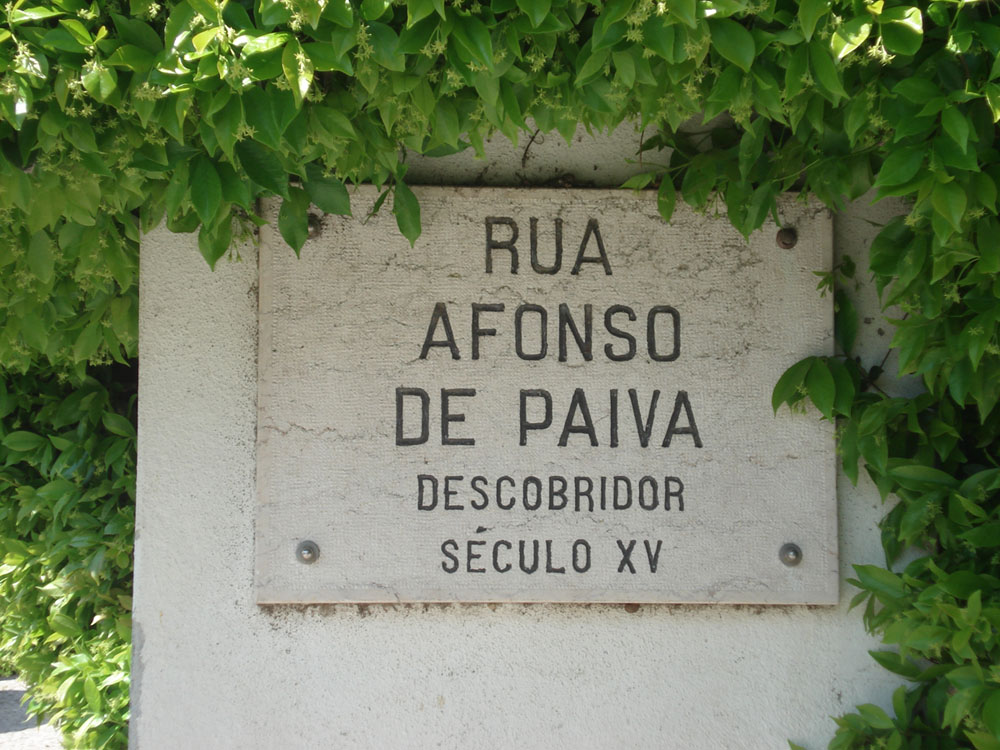
Улица в Лиссабоне, названная в честь Афонсу де Паива

Джеймс Брюс пишет: «Афонсу де Паива, пытаясь осуществить поездку таким образом, пропал без вести, и слухов о нём больше не было».